# بئر الحمام
بئر الحمام بلدية جزائرية في ولاية سيدي بلعباس شمال غرب الجزائر.